# 양산 남강서원 소장 어정두륙천선
양산 남강서원 소장 어정두륙천선(梁山 南岡書院 所藏 御定杜陸千選)는 대한민국 경상남도 양산시에 있는 조선시대의 시선집이다. 2013년 10월 24일 경상남도 문화재자료 제572호로 지정되었다.
어정두육천선(御定杜陸千選)은 정조가 두보(杜甫)와 육유(陸游)의 시(詩) 500수씩 총 1000수를 손수 뽑아 엮은 시선집(詩選集)이다. 8권 4책의 정유자본(丁酉字本)으로, 정조 23년(1799년)에 인간되었다. 당시 각 지방의 문인들을 위해 배포를 하여 학인들에게 시학교육의 기회를 고취시켜 주었다는 점에서 가치있는 자료일 뿐 아니라 조선시대 인쇄술의 변천을 엿볼 수 있는 자료이다.

## 같이 보기
- 남강서원

## 참고 자료
- 양산 남강서원 소장 어정두륙천선 - 국가유산청 국가유산포털